# Zetor 2011

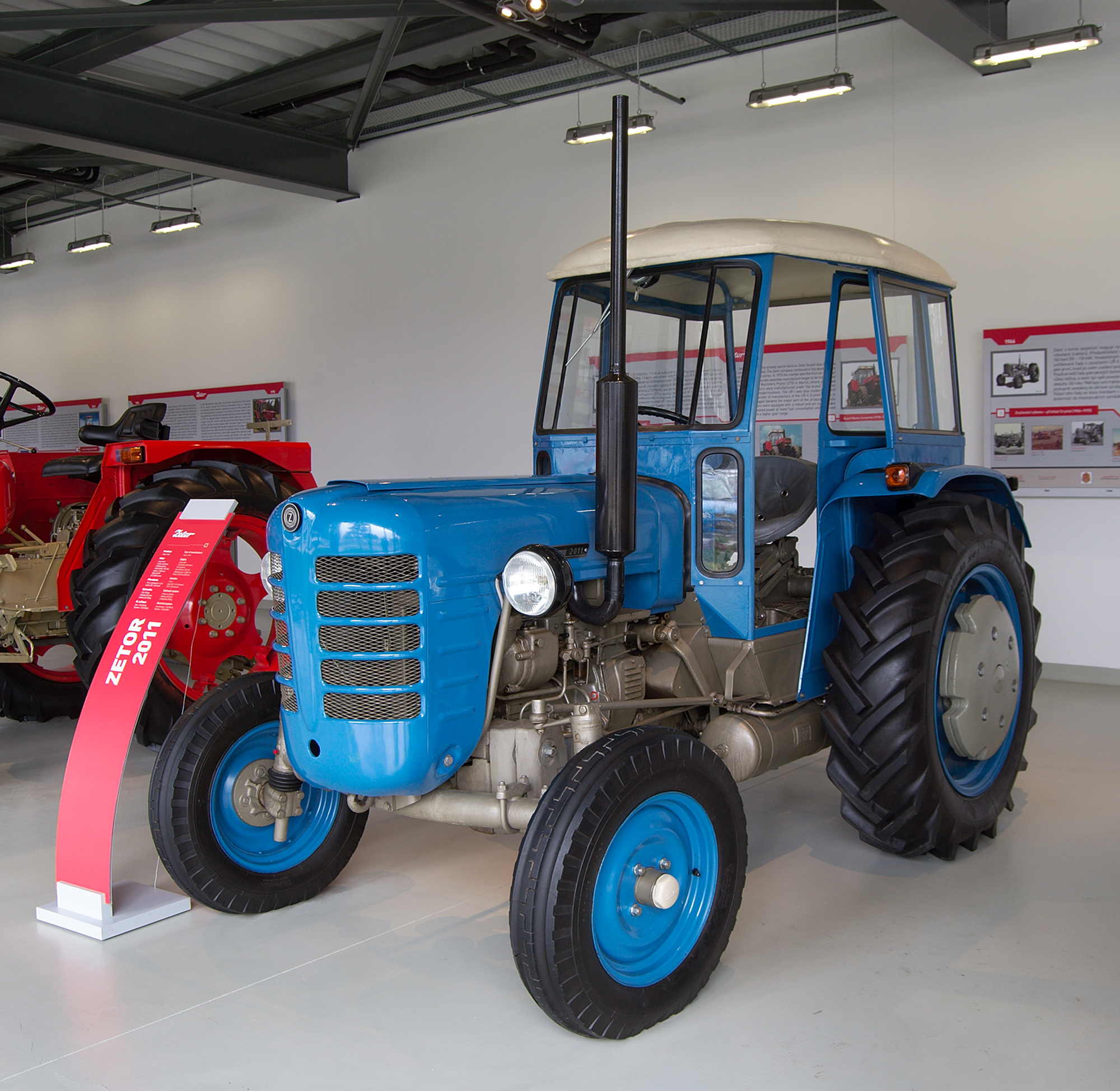
Zetor 2011

Zetor 2011 – ciągnik rolniczy marki Zetor produkowany w latach 1963–1967 w fabryce Zbrojovka Brno jako unowocześnienie ciągnika Zetor 25A/K. Równolegle w latach 1964–1967 produkowano Zetora 2023, będącego jego modyfikacją gąsienicową. W 1968 r. zastąpiony modelem 2511.
Ciągnik ten należał do zunifikowanej rodziny traktorów UR I, w skład której wchodziły oprócz Zetora 2011, Zetory: 3011 i 4011 (wraz z ich odmianami). 
Zetora 2011 wraz z odmianą gąsienicową 2023 wyprodukowano łącznie 7349 szt. Trafiły na rynek krajowy także do krajów Beneluksu, Francji, Niemiec i Włoch. Wykorzystywane były w małych i średnich gospodarstwach rolniczych i specjalistycznych. Nie eksportowano ich do Polski, ze względu na to, że Ursus produkował podobnej mocy modele C-325 i C-328.
Zetor 2011 wraz z modelami 3011 i 4011 miał taką samą skrzynię przekładniową, most, hydraulikę i osie. Silnik modelu 2011 był "połówką" silnika 4011.

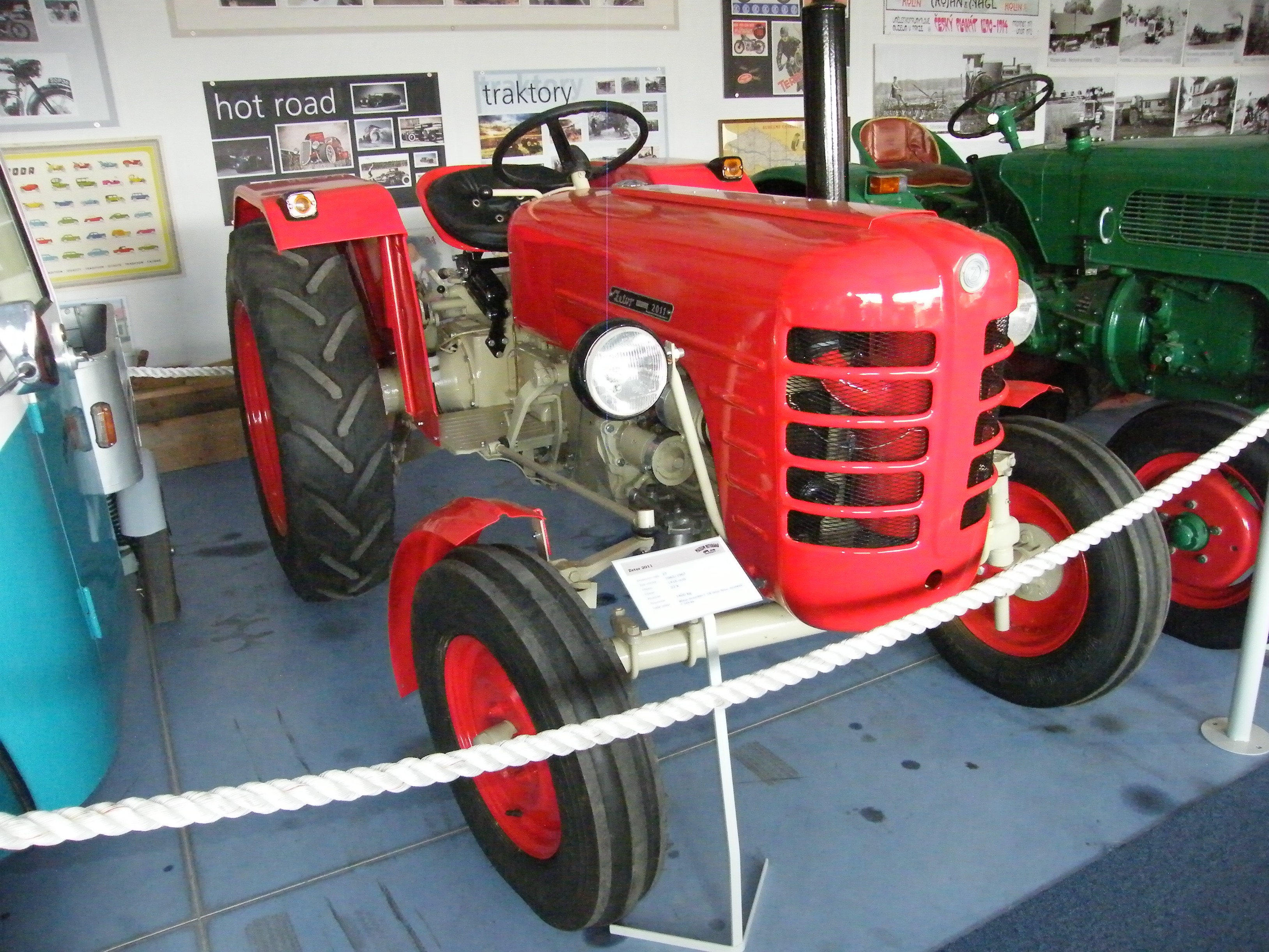
Zetor 2011

## Parametry techniczne
- typ silnika – Z 2001, czterosuwowy, wysokoprężny
- rodzaj paliwa – olej napędowy
- moc silnika – 23,8 KM przy 2000 obr./min liczonych według normy SAE
- zużycie paliwa – 195 g/KMh
- nominalna liczba obrotów – 2000/min
- liczba cylindrów – 2
- pompa wtryskowa – tłoczkowa, 2 sekcyjna
- średnica x skok tłoka – 95 x 110 mm
- pojemność skokowa – 1600 cm³
- zbiornik paliwa – 40 l
- liczba przełożeń skrzyni biegów – 10 + 2
- sprzęgło – dwustopniowe
- prędkość jazdy – 1,0 – 21,6 km/h
- podnośnik hydrauliczny – TAK
- maksymalny udzwig podnośnika – 750 kg
- promień skrętu – 6,4 m
- rozmiar przedniej opony – 5,50/16
- rozmiar tylnej opony – 12,4/11-28
- waga – 1440 kg